# Spicks and Specks
Spicks and Specks és una cançó escrita per Barry Gibb per als Bee Gees. És llur primer disc d'èxit, ja que va entrar en els deu primers llocs de les llistes d'Austràlia, dels Països Baixos i de Nova Zelanda, lloc aquest últim on va ser número u.
Barry va escriure la cançó el 1966 i els Bee Gees la van gravar a meitats d'aquest any a St Clair Studio, Hurstville.
Spicks and Specks es va publicar el setembre de 1966 en un senzill, amb I Am The World com a cara B. El novembre de 1966 es va publicar dins de l'àlbum del mateix títol, Spicks and Specks

## Instrumentació
- Barry Gibb: veu i guitarra.
- Robin Gibb: veu.
- Maurice Gibb: veu, baix, piano i guitarra.
- Russell Barnsley i Colin Petersen: bateria.
- Steve Kipner: veu.
- Geoff Grant: trompeta.
- Forever: orquestra.

## Productor
Nat Kipner.

## Enginyer
Ossie Byrne.